# Jörg Jannings

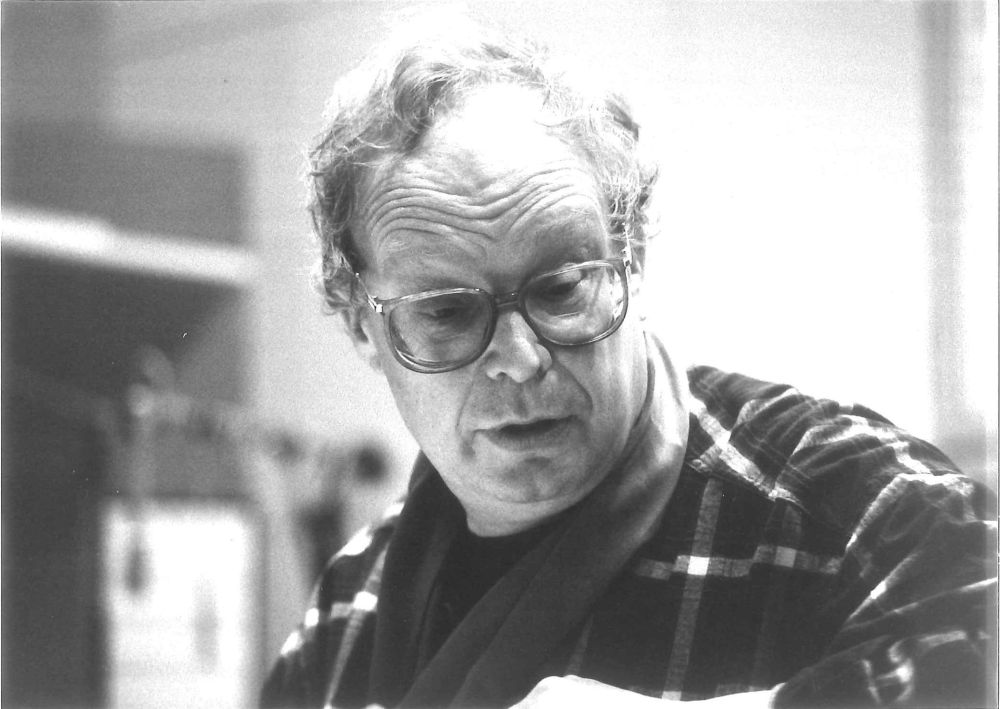
Jörg Jannings (Porträt von Werner Bethsold, 1985)

Jörg Jannings (* 14. November 1930 in Berlin; † 20. Oktober 2023) war ein deutscher Regisseur. Er war bis 1993 Leiter der Wortproduktion des RIAS.

## Leben
Jörg Jannings – ein Neffe des Schauspielers Emil Jannings – besuchte Schulen in Innsbruck und Salzburg. Danach nahm er Schauspielunterricht in Innsbruck und Wien. Ein erstes Engagement hatte Jannings beim Tiroler Landestheater. Ab 1950 war er bei der Bavaria in München tätig. Ab 1953 übernahm er Tätigkeiten zur Herstellung von Dokumentarfilmen bei der DEFA. 1957 wechselte Jörg Jannings zum RIAS, zunächst als Assistent von Hanns Korngiebel (1902–1969), dem damaligen Oberspielleiter. Von 1960 bis 1968 führte Jannings die Tonregie in der Sendereihe Wir gehn ins Theater.
Ab 1962 war er hauptsächlich als Hörspielregisseur tätig. Bis 2011 hatte Jörg Jannings über 134 Produktionen erstellt. Hierzu zählen auch Hörspiele des Autors George Tabori, mit dem er ab 1978 befreundet war.
Jörg Jannings starb im Oktober 2023 im Alter von 92 Jahren. Seine letzte Ruhestätte erhielt er auf dem Friedhof Zehlendorf.

## Zitat
„Jannings kommt aus einer Zeit, da das Handwerk galt – seine Realisationen klingen oft ein wenig nach Orffschem Instrumentarium, nach natürlichem Klang, so wie auch die Musik, die er einsetzt, auf moderne Technik weitgehend verzichtet. Vor allem aber ist Jannings ein Schauspieler-Regisseur, einer, der auch im nicht-optischen Medium auf die Strahlkraft einer Persönlichkeit setzt. Nicht selten müssen sich seine Akteure im Studio verrenken, verbiegen oder auch mal übereinander legen, wenn Jannings es für angebracht hält, einen bestimmten Satz in bestimmter Körperhaltung vorzutragen“ (DLF 2000).

## Hörspiele (Auswahl)
- 1962: Edzard Schaper: Stern über der Grenze, RIAS (Vorlage: Semjon, der ausging, das Licht zu holen)
- 1965: Friedrich Feld: Herr Platt braucht einen Löwen, RIAS – mit Klaus Herm
- 1966: Wolfgang Ecke: Ein Fall für Archibald Trix, RIAS
- 1966: Ursula Wölfel: Joschis Garten, RIAS
- 1967: Mark Twain: Die Abenteuer des Huckleberry Finn (Teil 1 und 2), RIAS  – mit Joachim Tennstedt
- 1968: Edoardo Anton: Kettenreaktion, RIAS – mit Lutz Mackensy, Uwe Paulsen
- 1976: Richard Hey: Mord am Lietzensee, RIAS/SWF
- 1977: Thomas Brasch: Robert, ich, Fastnacht und die anderen, RIAS/NDR/SDR (Hörspiel des Monats Oktober 1977)
- 1978: George Tabori: Weissmann und Rotgesicht, NDR (Prix Italia)
- 1978: George Tabori: Die 25. Stunde, RIAS
- 1978: Anthony J. Ingrassia: Berührungen (als Sprecher) – Regie: Götz Naleppa (Hörspiel (Kunstkopf) – RIAS Berlin/NDR)
- 1979: George Tabori: Mutters Courage, RIAS/NDR/SDR
- 1982: Harald Nehring: Auf Sand gebaut, RIAS (Hörspiel des Monats Mai 1983)
- 1983: George Tabori: Jubiläum, RIAS/BR (Hörspiel des Monats Oktober 1983) – auch Regie
- 1985: Anne Frank: Wird es nicht unglaublich erscheinen, wie wir hier gelebt haben? RIAS („Hörempfehlung“ beim Terre des Hommes-Kinderhörspielpreis 1986) – Skript: Marei Obladen
- 1986: George Tabori/Jörg Jannings: Erste Nacht, letzte Nacht, RIAS/NDR (Hörspiel des Monats Dezember 1986) – Mitautor und Regie
- 1989: Matthias Zschokke: Brut (Hörspiel – RIAS Berlin)
- 1990: George Tabori: Masada – Ein Bericht, RIAS – Autor der Funkfassung
- 1990: Irina Liebmann: März, Berlin (RIAS Berlin/NDR)
- 1991: George Tabori: Wie man glücklich wird, ohne sich zu verausgaben (RIAS/SWF)
- 1992: Athol Fugard: EIn Stall voller Schweine (MDR/NDR)
- 1993: Christoph Hein: Auf den Brücken friert es zuerst – Bridge freezes before roadway (MDR/hr/NDR)
- 1993: George Tabori: Requiem für einen Spion (MDR/DS-Kultur)
- 1994: Franz Fühmann: Der Sturz des Engels, (MDR)
- 1994: Anders Nyman: Das Porträt, (MDR/NDR)
- 1994: Gustave Flaubert: Bouvard und Pécuchet (DLR Berlin/SWF)
- 1994: George Tabori, Fjodor Michailowitsch Dostojewski: Der Großinquisitor, (MDR/hr/NDR)
- 1995: Christoph Hein: Randow (DLR/NDR)
- 1995: Adolf Schröder: Der Trompetenspieler. (Hörspiel – MDR)
- 1997: Lothar Trolle: Annas zweite Erschaffung der Welt oder Die 81 Minuten des Fräulein A. SDR/DLR (Hörspiel des Monats November 1997, Hörspielpreis der Akademie der Künste 1998)
- 1997: Christa Wolf: Medea Stimmen, (NDR)
- 1998: Bertolt Brecht: Bargan läßt es sein (DLR/MDR)
- 1998: Thea Dorn: Marleni. Preußische Diven blond wie Stahl (Sender Freies Berlin / Ostdeutscher Rundfunk Brandenburg / Radio Bremen)
- 1999: Christa Wolf: Im Stein; (DRadio)
- 1999: Eric-Emmanuel Schmitt: Der Freigeist, (MDR)
- 1999: Christoph Hein: Bruch (MDR)
- 1999: Volker Braun: Die Geschichte von den vier Werkzeugmachern (SFB-ORB/DLF)
- 2000: Eric-Emmanuel Schmitt: Der Besucher, (MDR/ORF)
- 2001: Christoph Hein: Mutters Tag, (MDR)
- 2001: Christa Ludwig: Pendelblut (Sprecher: Alter Mann) – Regie: Andrea Getto (Hörspiel des Monats August 2001 – NDR)
- 2004: Anton Tschechow, Olga Knipper: Mein Herz – Mein Hund, (MDR)
- 2004: Christoph Hein: Jannings, (DLR)
- 2005: Volker Braun: Der berüchtigte Christian Sporn, (MDR)

## Oper
Jörg Jannings ist eine der fünf Rollen der Kammeroper Comeback von Oscar Strasnoy und Christoph Hein, zusammen mit Tilla Durieux, Emil Jannings, Paul Cassirer und Gussy Holl.